# Takuji Yonemoto
Takuji Yonemoto (Prefectura de Hyogo, Japó, 3 de desembre de 1990) és un futbolista japonès.

## Selecció japonesa
Takuji Yonemoto va disputar 1 partits amb la selecció japonesa.